# أفراتختة (زرين غل)
أفراتختة (بالفارسية: افراتخته) هي منطقة سكنية تقع في إيران في قسم زرین غل الریفي. يقدر عدد سكانها بـ 251 نسمة .